# Juan Pedro Domecq
Pour les articles homonymes, voir Domecq.
Juan Pedro Domecq est un élevage (ganadería) espagnols de toros de lidia du XXe siècle et du début du XXIe siècle. Même si d'autres élevages ont été créés avant lui, il est le plus ancien dans le panorama de l'actualité tauromachique. (Dès le début du XVIIe siècle les chartreux du couvent de Jerez de la Frontera, les dominicains de Jerez ou de Saint-Jacinthe à  Séville, les trinitaires de Carmona (Andalousie), ont été des éleveurs de toros bravos).

## Historique

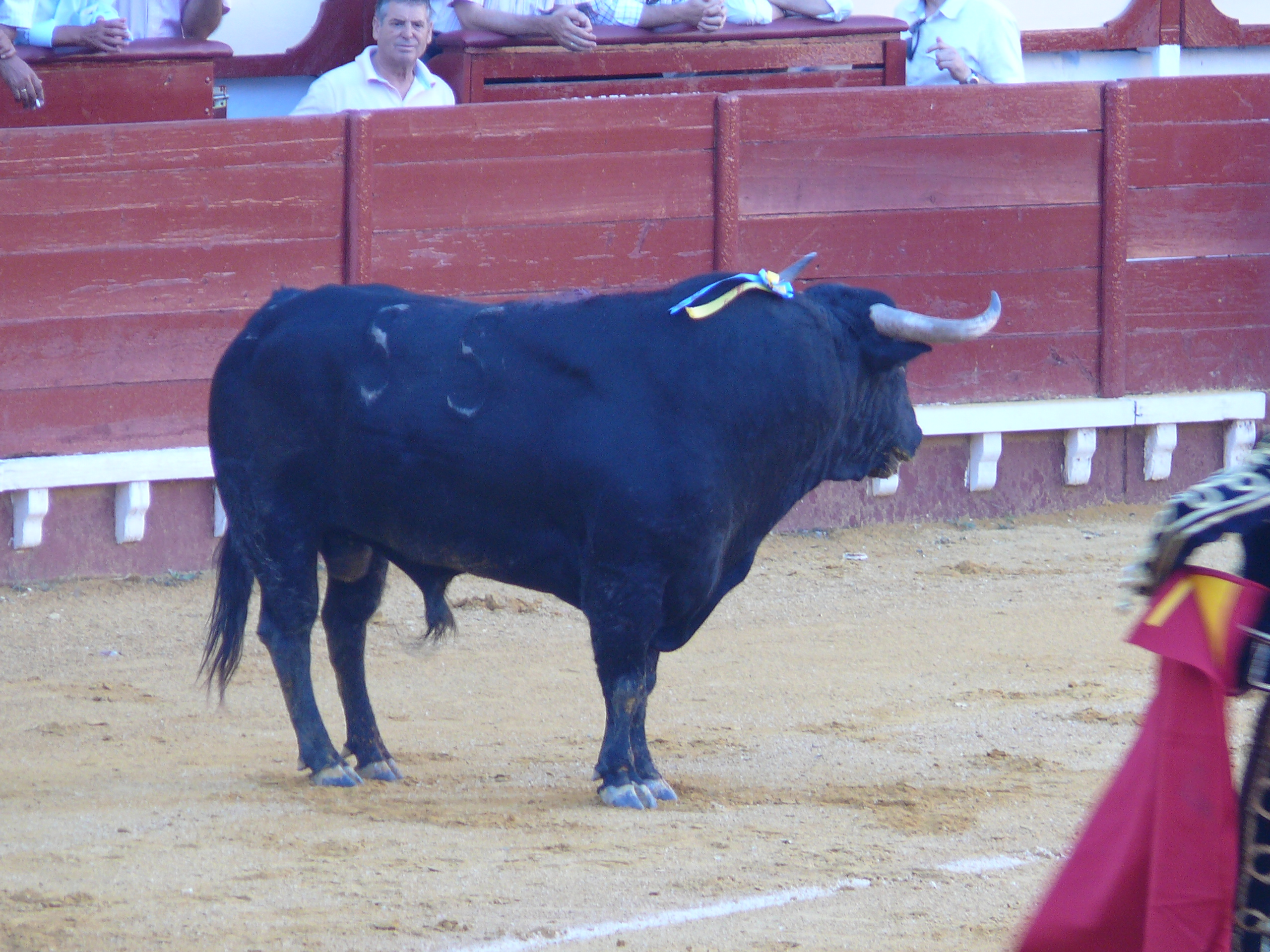
Le taureau Insensato gracié par Pepín Liria en 2008, issu de la dynastie Domecq, en l'occurrence de la ganadería Marqués de Domecq

L'histoire de l'élevage commence les 21 et 23 avril 1763 dans les Arènes de la Real Maestranza de Caballería de Séville où les toros de lidia sont fournis par Gregorio Vàsquez. À sa mort, son fils Vicente José reprend l'élevage en y ajoutant du bétail Marqués de Casa Ulloa, Bécquer Cabrera et Vistahermosa. Selon Miguel Guerra de Cea, Don Gregorio Vàsquez aurait créé son élevage en 1757.
À la mort de Vicente, en 1830, le roi Ferdinand VII reprend l'élevage, puis en 1835, après la mort du roi, la reine vend l'élevage aux ducs d'Osuna et de Veragua, ce dernier assurant la direction de la ganadería jusqu'en 1886, date de sa mort. Le cheptel est alors repris par Cristóbal Colón de la Cerda et reste dans la famille jusqu'en 1927, date où il est vendu à Manuel Martín Alonso.
C'est en 1930 que Juan Pedro Domecq y Núñez de Villavicencio rachète la totalité de l'élevage qu'il augmente de quatre étalons Conde de la Corte. Sept ans plus tard, la ganadería est dirigée par Juan Pedro Domecq y Díez qui accroît encore le nombre d'animaux avec de l'élevage Ramó Mora Figueroa et des étalons Conde de la Corte. Juan Pedro réduit la proportion de sang Veragua. Après sa mort en 1975, son fils Juan Pedro Domecq Solis prend les commandes de la ganadería en 1978 dont il fait un élevage vedette. Il devient ingénieur agronome, éleveur de toros bravos et empresario. Il perd la vie dans un accident de voiture le 18 avril 2011 dans sa 69e année,.
Avec la collaboration de l'Université de Madrid il met au point un programme de sélection génétique applicable à son élevage. Il est ensuite Président de l'Union de Criadores de Toros de Lidia jusqu'en 1994, et en tant que membre de la Confédération des associations professionnelles taurines, il propose une modernisation des structures de la corrida : coresponsabilité des professionnels, contrôles des spectacles taurins et du bétail. Les toros de Juan Pedro Domecq sont présents dans les arènes les plus prestigieuses et collectionnent un grand nombre de prix au meilleur toro et de tours de pistes posthumes.
C'est sous l'impulsion de Juan Pedro Domecq Solis qu'a été créé le livre généalogique de la race bovine de combat en accord avec le ministère de l'agriculture en 1995.

## Présentation
La propriété se trouve à El Castillo de las Guardas, dans la province de Séville, communauté autonome d’Andalousie. La devise de l'élevage est rouge et blanche.
Une partie de l'afición a reproché une faiblesse de ses toros à Juan Pedro Domecq, pouvant s'apparenter à une sorte de docilité. L'éleveur a alors changé la nourriture de ses bêtes et créé un « taurodrome », circuit de 1,3 km sur lequel il fait courir ses bêtes trois fois par semaine pour qu'elles deviennent plus solides sur pattes. Ce sont des animaux magnifiques, d'une morphologie  harmonieuse, avec des pelages allant du noir au roux. Malgré la férocité évidente des animaux de Domecq, ils peuvent être considérés comme étant plus faciles à toréer que ceux d'autres ganaderías plus rudes.
Les taureaux de Juan Pedro Domecq ont participé à 83 corridas en 2001.
Les élevages d'Atanasio
Fernandez et Juan Pedro Domecq sont à l'origine de la majorité du cheptel moderne. De nombreux élevages comme Jandilla, Torrestrella, Santiago Domecq, Garcigrande ou encore Cebada Gago ont du sang de la ganadería de Juan Pedro Domecq.

## Ganadería real (élevage royal)
La ganadería de Juan Pedro Domecq est l'un des deux élevages ayant le titre « d'élevage royal » pour avoir le fer du souverain Ferdinand VII. L'autre élevage royal est celui de Manuel Camacho Naveda, appartenant actuellement à Maria del Carmen Camacho García, issu des 50 vaches et des deux sementales dont le roi fit cadeau à son neveu, Miguel de Bragança, roi du Portugal en 1815, et qui céda son fer royal à Camacho Naveda lorsqu'il fut chassé du trône en 1834.